# Aero A.100
Die Aero A.100 war ein zweisitziges Doppeldecker-Flugzeug der tschechischen Firma Aero Továrna Letadel Dr. Kabes, das als Langstrecken-Aufklärungsflugzeug und leichter Bomber eingesetzt wurde.

## Geschichte
Die Maschine entstand als Weiterentwicklung des Prototyps Aero A.430, einer Variante der Aero A.30. Der Prototyp A.100.1 flog erstmals am 4. Mai 1933 und wurde am 10. September während eines Flugtages in Prag-Kbely der Öffentlichkeit präsentiert.
Am 18. Oktober 1933 entschied sich das tschechische Verteidigungsministerium aufgrund der Beurteilung der A.100.1 durch eine Prüfungskommission, einen Produktionsauftrag über 11 Flugzeuge zu erteilen. Am 26. April 1934 folgte ein weiterer Auftrag über 33 Maschinen für die Streitkräfte. Der Einsatz der A.100 erfolgte bei der 66. Staffel (1. Fliegerregiment) in Milovice, der 63. Staffel (2. Fliegerregiment) in Olomouc und Přerov, der 64. Staffel (3. Fliegerregiment) in Vajnory und der 71. bzw. 72. Staffel (6. Fliegerregiment) in Prag. Im letztgenannten Regiment standen sie allerdings nur zwei Jahre im Dienst, um danach dem 1. bzw. 2. Fliegerregiment übergeben und durch A.101 und Ab.101 ersetzt zu werden.
Äußerlich war die A.100 stark an die A.30 angelehnt und unterschied sich von dieser neben der Motorisierung (identisch mit der A.430) vor allem durch das Hauptfahrwerk mit ölgedämpften Federbeinen.

## Varianten

### Aero A.101

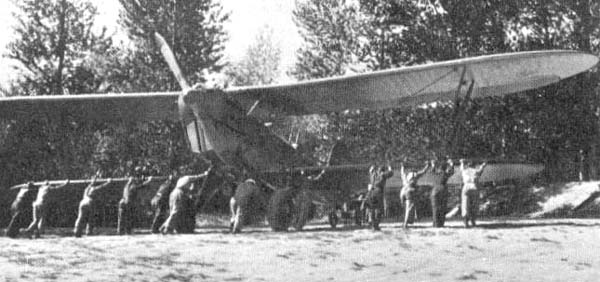
Aero A-101

Die A.101 war die größere Bomber-Variante der A.100 von 1934, ausgerüstet mit einem 589 kW (800 PS) leistenden dreireihigen 18-Zylinder-W-Motor Isotta Fraschini Asso 1000, in Lizenz gebaut von Praga. Außerdem war das hintere Cockpit geräumiger ausgeführt, um dem Beobachter/Bombenschützen mehr Bewegungsfreiheit zu verschaffen. Aufgrund der höheren Nutzlast wies die A.101 trotz der größeren Motorleistung insgesamt schwächere Flugleistungen auf als die A.100. 29 Maschinen dieses Typs wurden produziert.

### Aero Ab.101
Ab 1936 erschien dieser Typ, gebaut als Bomber und Aufklärer. Die Maschine erwies sich letztlich als zu schwach, war sie doch größer als die A.101 und mit dem 559 kW (750 PS) leistenden Hispano-Suiza 12Ydrs-V-Motor – ebenfalls ein Lizenznachbau von Praga – hoffnungslos untermotorisiert. So wurden die 64 bei der tschechischen Luftwaffe in Dienst gestellten Exemplare recht bald gegen leistungsfähigere Maschinen ausgetauscht.

### Aero A.104
Die A.104 war quasi eine Ab.101 mit geschlossenem Cockpit von 1937. Aufgrund der gleich schlechten Leistungsdaten wie die der Ab.101 wurde dieser Typ nicht in Serie gebaut; es entstanden im Jahre 1937 lediglich zwei Prototypen.

## Einsatz in Spanien
1937 erwarb die spanische republikanische Regierung 42 Flugzeuge des Musters von den Tschechen. Sie wurden in zwei Lieferungen nach Spanien verschifft. Während die erste mit 20 Flugzeugen wirklich beim Auftraggeber ankam, wurde das Schiff Hordena mit den restlichen 22 Maschinen von dem nationalspanischen Kreuzer Almirante Juan Cervera aufgebracht. Das Flugzeugmuster wurde so von beiden Seiten eingesetzt, wobei die Frage offenbleibt, ob es sich bei beiden Lieferungen nur um A.101 gehandelt hat (was bei der oben genannten Zahl von nur 29 gebauten Flugzeugen nicht gut möglich wäre), oder ob auch Ab.101 dabei gewesen sind. Das hier gezeigte Bild einer nationalspanischen Maschine stellt jedenfalls eindeutig eine A.101 mit dem italienischen Motor dar. Die republikanische Seite rüstete mit ihren Flugzeugen zwei Staffeln der Gruppe Nr. 71 aus, die hauptsächlich Erdkampfunterstützung flogen. Auch die Luftwaffe Francos stellte mit den Aeros zwei Staffeln auf, die ähnlich eingesetzt wurden, wie die Flugzeuge auf der Gegenseite. Bezeichnet wurden sie auf republikanischer Seite mit den Buchstaben LL, auf nationalspanischer Seite mit der Musternummer 17. Auf beiden Seiten hießen die Flugzeuge entweder Praga oder Oca. Die meisten gingen im Verlauf der Kampfhandlungen verloren. Am Ende des Bürgerkriegs gab es auf der Siegerseite nur noch vier einsatzfähige A.101, davon drei in Granada und eine in Sevilla. Alle scheinen gegen Ende der 1940er-Jahre ausgemustert worden zu sein.

## Militärische Nutzer
- Tschechoslowakei
- Deutsches Reich (nur einige Maschinen)[1]
- Slowakei 1939–1945
- Spanien einige A-101 wurden während des spanischen Bürgerkriegs an die republikanische Seite geliefert und als Oca (Gans) eingesetzt; die Nationalisten verwendeten erbeutete Flugzeuge ebenfalls[2]

## Technische Daten
| Kenngröße             | Daten (Aero A.100)                                                                                   | Daten (Aero A.101)                  | Daten (Aero Ab.101)                 | Daten (Aero A.104)                  |
| --------------------- | --- | ----------------------------------- | ----------------------------------- | ----------------------------------- |
| Besatzung             | 2 (Pilot, Beobachter/Bombenschütze)                                                                  | 2 (Pilot, Beobachter/Bombenschütze) | 2 (Pilot, Beobachter/Bombenschütze) | 2 (Pilot, Beobachter/Bombenschütze) |
| Länge                 | 11,08 m                                                                                              | 12,09 m                             | 12,50 m                             | 10,80 m                             |
| Spannweite            | oben 14,70 m, unten 12,75 m                                                                          | 17,00 m                             | 17,00 m                             | 15,50 m                             |
| Höhe                  | 3,60 m                                                                                               |                                     |                                     |                                     |
| Flügelfläche          | 44,30 m²                                                                                             | 57,10 m²                            | 58,70 m²                            | 35,40 m²                            |
| Leermasse             | 2040 kg                                                                                              | 2578 kg                             | 2330 kg                             | 2045 kg                             |
| max. Startmasse       | 3220 kg                                                                                              | 4345 kg                             | 4200 kg                             | 3100 kg                             |
| Antrieb               | ein 12-Zylinder-V-Motor                                                                              | ein 12-Zylinder-V-Motor             | ein 12-Zylinder-V-Motor             | ein 12-Zylinder-V-Motor             |
| Typ                   | Avia Vr-36                                                                                           | Praga „Asso“ 1000 RV                | Praga HS 12Ydrs                     | Praga HS 12Ydrs                     |
| Leistung              | 650 PS (478 kW)                                                                                      | 800 PS (588 kW)                     | 860 PS (633 kW)                     | 860 PS (633 kW)                     |
| Höchstgeschwindigkeit | 260 km/h                                                                                             | 265 km/h                            | 260 km/h                            | 330 km/h                            |
| Marschgeschwindigkeit | 230 km/h                                                                                             | 225 km/h                            | 205 km/h                            | 280 km/h                            |
| Steigzeit             | 22 min auf 5000 m Höhe                                                                               | 30 min auf 4500 m Höhe              | 25 min auf 5000 m Höhe              | 12,2 min auf 5000 m Höhe            |
| Dienstgipfelhöhe      | 6500 m                                                                                               | 5500 m                              | 7500 m                              | 9000 m                              |
| Reichweite            | 880 km                                                                                               | 845 km                              | 950 km                              | 1000 km                             |
| Flugdauer             | 4 h                                                                                                  |                                     |                                     |                                     |
| Bewaffnung            | zwei starre 7,92-mm-MG vz.28 vorn, ein Doppel-MG vz.30 in Ringlafette Šu-31 hinten 600 kg Bombenlast |                                     |                                     |                                     |